# Диск Релея
Диск Реле́я (рос. диск Рэлея; англ.Rayleigh disk) – прилад для абсолютного вимірювання коливальної швидкості частинок в акустичних хвилях, які поширюються в газах і рідинах. Являє собою тонку круглу пластинку з легкого металу або слюди, підвішену на довгій тонкій (як правило, кварцовій або металевій) нитці і споряджений дзеркальцем для вимірювання його повороту навколо вертикальної осі. Поворот д. Р. викликається обертальним моментом M, зумовленим дією середніх за часом гідродинамічних сил при обтіканні його потоком (див. також рівня́ння Берну́ллі). Оскільки величина повороту залежить від швидкості потоку, д. Р. чутливий як до сталих потоків, так і до знакозмінного поля швидкостей в акустичній хвилі. Дія моменту M зрівноважується пружністю нитки відносно закручування.